# Alabastro

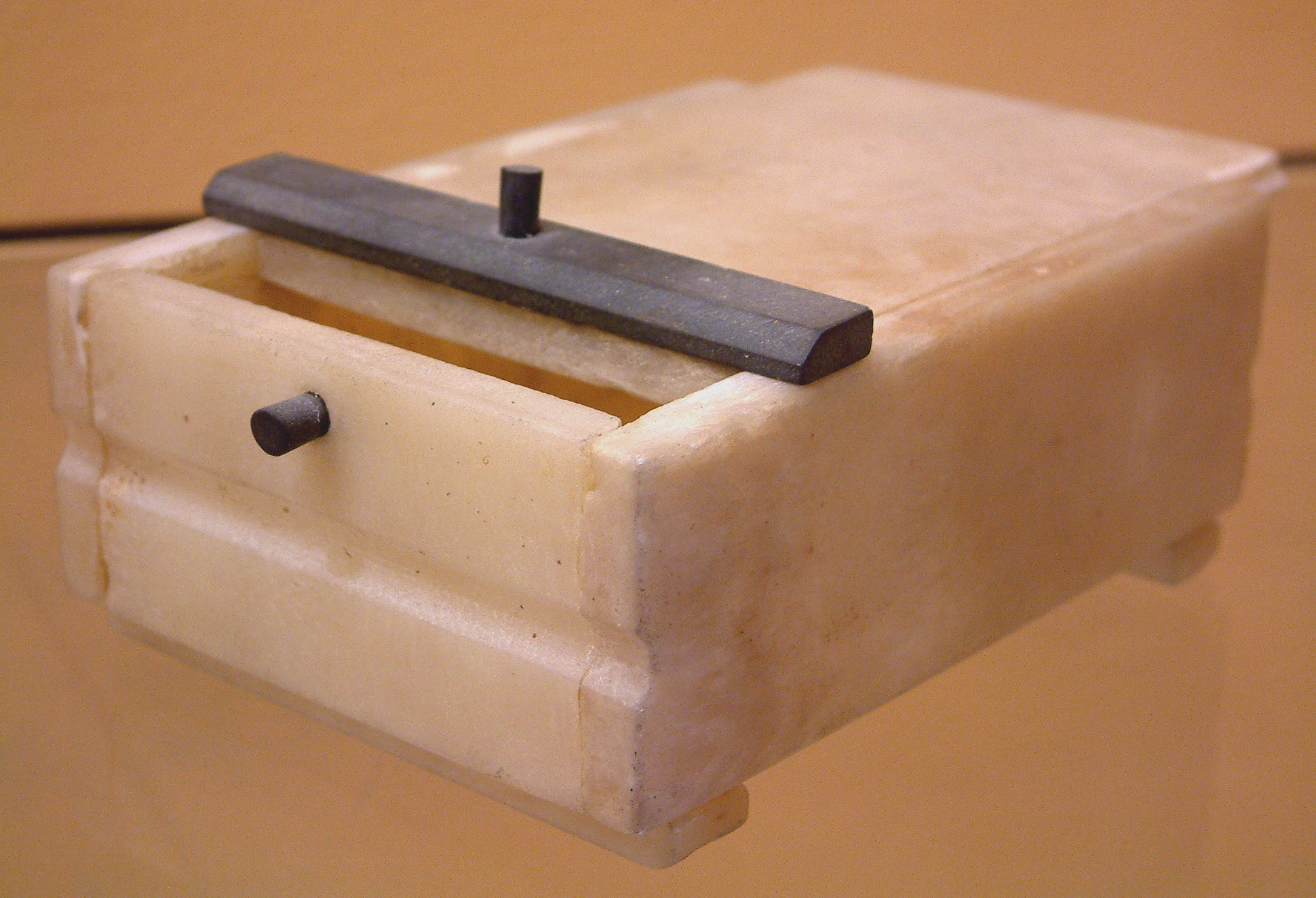
Cofanetto in alabastro dell'Antico Egitto.

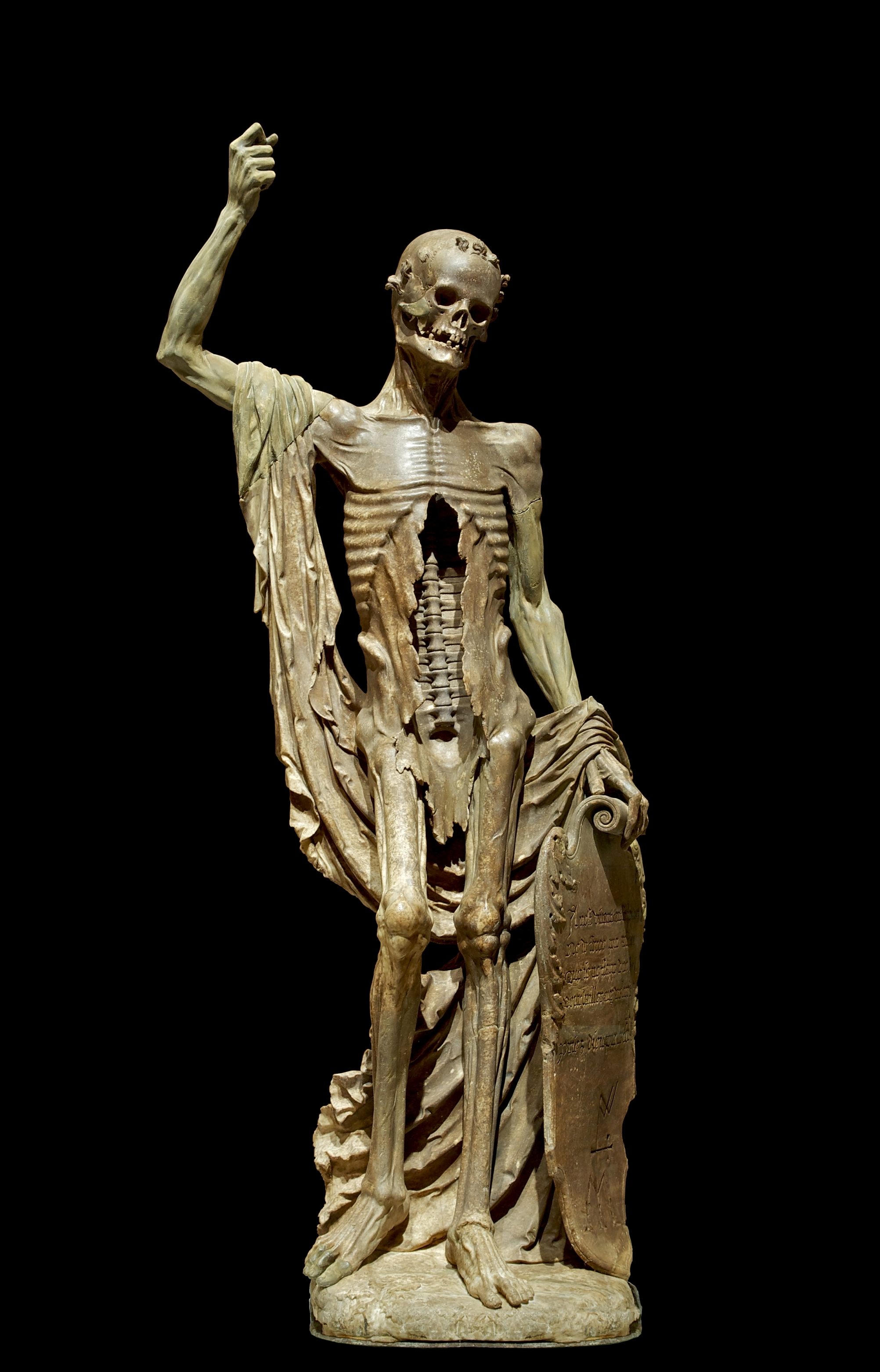
Statua in alabastro presente al Cimitero degli Innocenti, a Parigi.

Alabastro è il nome generico attribuito ad una roccia di tipo evaporitico di origine gessosa (solfato di calcio idrato) o calcitica (carbonato di calcio), che si presenta in aggregati concrezionati, zonati o fibroso-raggiati, di aspetto cereo, deposti in ambienti sotterranei da acque particolarmente dure.
Il nome identifica due tipi di minerali il cui uso è strettamente ornamentale: il primo, gessoso, «in masse compatte, tenere, di aspetto ceroide», è quello di Volterra, l'altro, calcareo o alabastrite «costituisce incrostazioni calcaree di origine termale, bianche o giallastre, più resistenti (Lovere, Selvino, Busca, Latronico, Castelnuovo dell'Abate»).
Il vocabolo è di origine orientale: per gli antichi greci la parola alábastron indicava un vaso di alabastro.

## Caratteristiche
Si presenta frequentemente di colore giallo-bruno grazie alla presenza di ossidi di ferro, ma vi sono varietà di colore bianco-avorio, giallo chiaro o anche verdino. La specie più pregiata è quella di colore bianco, presente in Italia nelle zone di Castellina Marittima e Volterra, da non confondersi con l'alabastro calcareo proveniente dall'Oriente, conosciuto con il nome di onice.
Trattandosi comunque di gesso o calcite, l'alabastro è una pietra piuttosto tenera e facile a rigarsi.

## Provenienza
Esemplari notevoli provengono dall'Africa settentrionale sin dal tempo dei romani che già lo utilizzarono largamente a scopo decorativo.
In Italia, masse lavorabili provengono dalla zona del Carso, dalla Bergamasca e dalla Toscana. In particolare era estratto in miniere sotterranee presso Castellina Marittima (Pisa) e lo è attualmente in cave a cielo aperto nella zona di Volterra (Pisa).
L'alabastro di Volterra è costituito da solfato di calcio di idrato, e non nelle forme microcristalline di calcite e aragonite (calcari cristallini) con le quali è formato l'alabastro detto "orientale".
Questo alabastro, detto "gessoso", è più tenero e facilmente lavorabile, di minore peso specifico rispetto a quello "calcareo".
Forse, oggi, è più noto e diffuso, anche grazie alla grande abilità e intraprendenza degli artigiani volterrani.
Nel Palazzo Incontri Viti di Volterra si trovano, insieme ad una ricca collezione appartenuta a Giuseppe Viti che acquistò il Palazzo nel 1850, splendidi alabastri come i candelabri monumentali per Massimiliano I d'Asburgo. Nella stessa città ha sede l'Ecomuseo dell'alabastro. Il punto museale centrale, situato nelle duecentesche torri Minucci, «è dedicato alla storia della lavorazione e della commercializzazione della pietra dagli Etruschi ai nostri giorni».

## Utilizzo

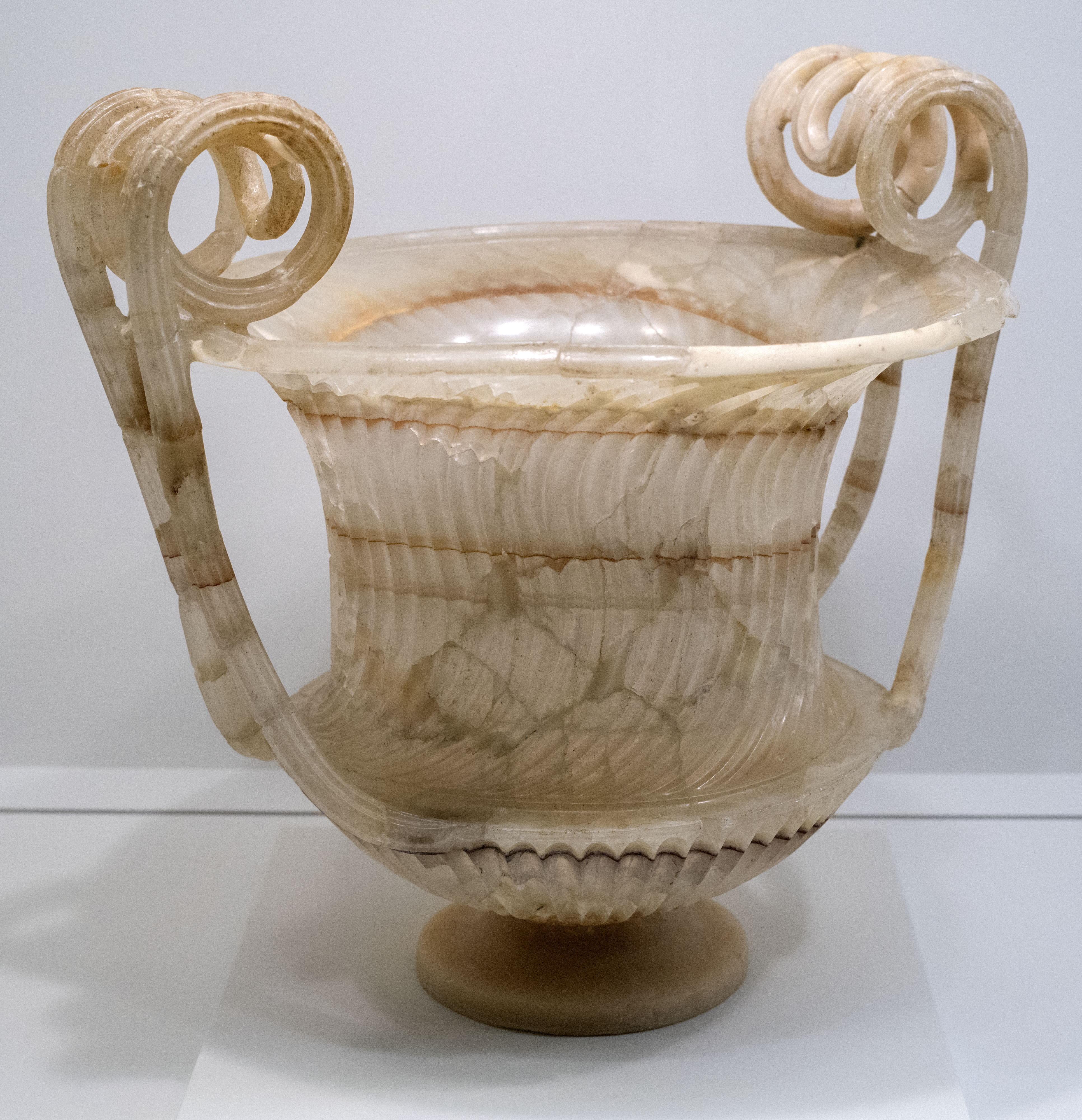
Cratere in alabastro proveniente dalla necropoli romana di Ponte San Prisco. Museo archeologico nazionale di Napoli.

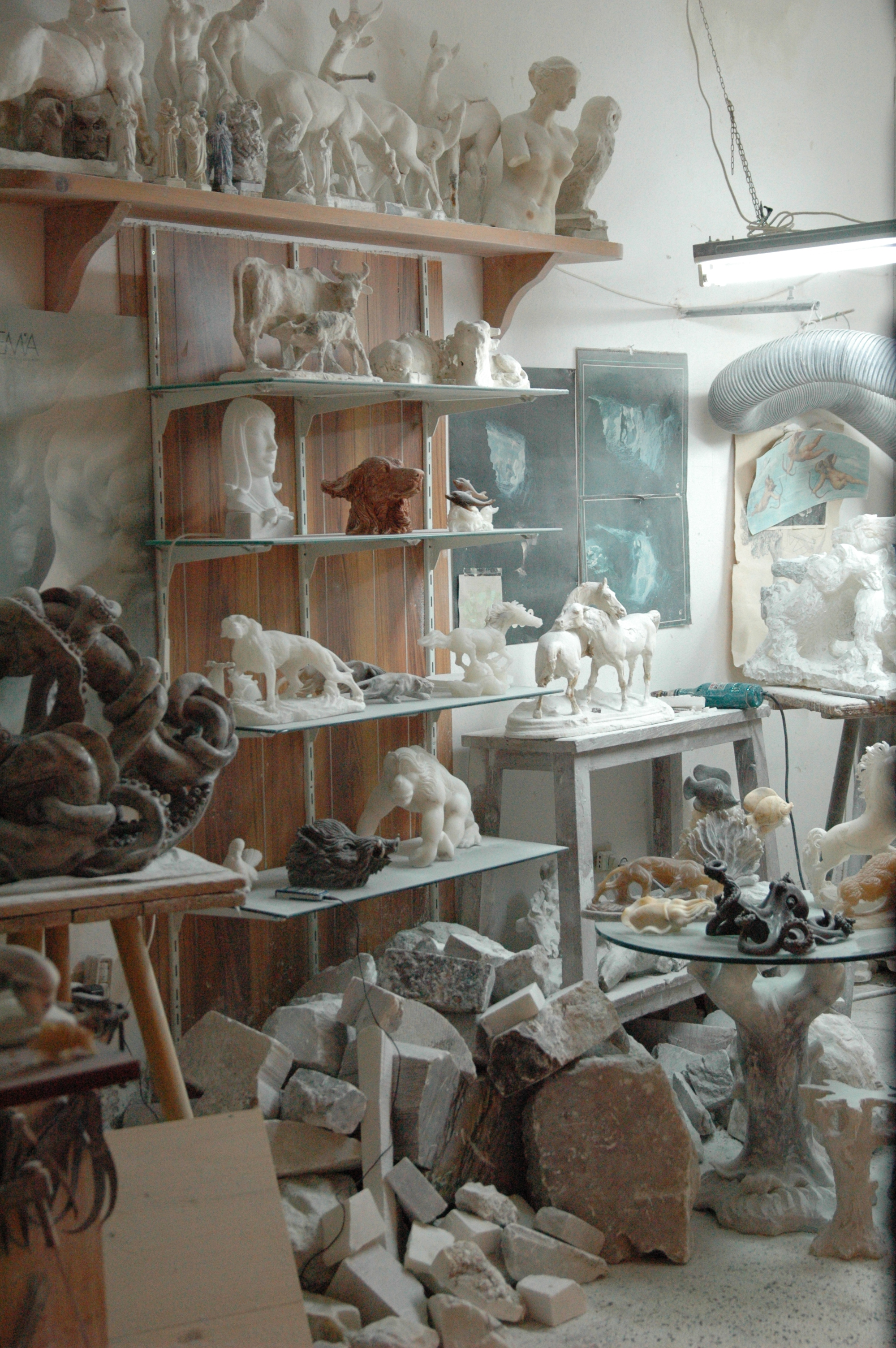
Bottega artigiana di alabastro a Volterra.

È utile come pregiato materiale da decorazione suscettibile di lucidatura ed il suo utilizzo risale a tempi molto remoti, visto che già nell'antico Egitto, a Creta e a Micene era sfruttato per i rivestimenti di pareti o per i vasi funebri. Se i Fenici sono stati tra i primi ad adoperarlo, in Etruria, il suo impiego fu notevole nel campo delle urne cinerarie e sarcofagi. Inoltre fu usato nelle basiliche paleocristiane per l'illuminazione, in sostituzione del vetro non ancora utilizzato.
Campioni particolarmente chiari e di grandi dimensioni sono talvolta ridotti in sottili lastre, tali da lasciar passare la luce che ne evidenzia il disegno e le zonature, ed utilizzati al posto di vetri per finestre (solo a scopo decorativo).
Viene usato inoltre in forma grezza per realizzare piccole sculture, soprammobili o bigiotteria, o in lastre lucidate impiegate come rivestimento. Nella zona di Volterra è ancora presente questo tipo di artigianato.
L'utilizzo dell'alabastro nelle arti applicate ebbe particolare fortuna nel Medioevo nella produzione di oggetti e ornamenti di culto. Tra i vari artisti specializzati nella lavorazione di questo materiale si ricorda il maestro di Rimini, nome sotto il quale è forse riconducibile un'intera bottega attiva nel nord della Francia o in Renania nella prima metà del XV secolo.